# Martin Browne

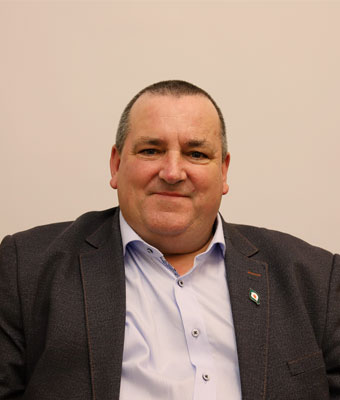
Martin Browne (2020)

Martin Browne (* 1965/1966 in Knockavilla, County Tipperary, Irland) ist ein irischer Politiker der Sinn Féin, der von 2020 bis 2024 Abgeordneter im Dáil Éireann war.

## Leben
Browne rückte 2012 in den Tipperary County Council nach und wurde 2014 gewählt. 2019 erreichte er jedoch nicht genügend Stimmen und schied wieder aus. 
Bei den Wahlen zum Dáil Éireann 2020 trat er im Wahlkreis Tipperary an und errang einen Sitz im Dáil Éireann. 2024 gelang es ihm jedoch nicht, diesen Sitz im neuen Wahlkreis Tipperary South zu verteidigen.
Browne lebt mit seiner Ehefrau Helene in Cashel. Sie haben vier Kinder und sechs Enkelkinder.